# Kesznyéten
Kesznyéten is een plaats (község) en gemeente in het Hongaarse comitaat Borsod-Abaúj-Zemplén. Kesznyéten telt 1898 inwoners (2001). De naburige gemeenten zijn Girincs en Kiscsécs.